# Ganihar, Sindgi
Ganihar là một làng thuộc tehsil Sindgi, huyện Bijapur, bang Karnataka, Ấn Độ.